# عثة الثمار
عثة الثمار (الاسم العلمي: Cydia)، جنس حشرات عثية من حرشفيات الأجنحة وفصيلة فراشيات فتالة.